# Діти Розенталя
«Діти Розенталя» (рос. Дети Розенталя) — постмодерністська опера на 2 дії російського композитора  композитора Леоніда Десятникова на лібрето Володимира Сорокіна. Світова прем'єра відбулася у Большому театрі в 2005 році. Опера оповідає про клонів («дублей») великих композиторів — Вагнера, Верді, Мусоргського, Чайковського, Моцарта — створених Алексом Розенталем, вченим, що втік з нацистської Німеччини до СРСР.
Постановка опери у Большому театрі спочатку викликала суспільний резонанс, пов'язаний зі скандальною популярністю автора лібрето В. Г. Сорокіна, використанням ненормативної лексики, а також маргінальністю персонажів. Проте опера не була знята з постановки і виконувалася під час гастролей в наступні роки. За цю постановку Большой театр був нагороджений Спеціальною Премією Журі на конкурсі «Золота Маска» у 2006 році.

## Історія створення

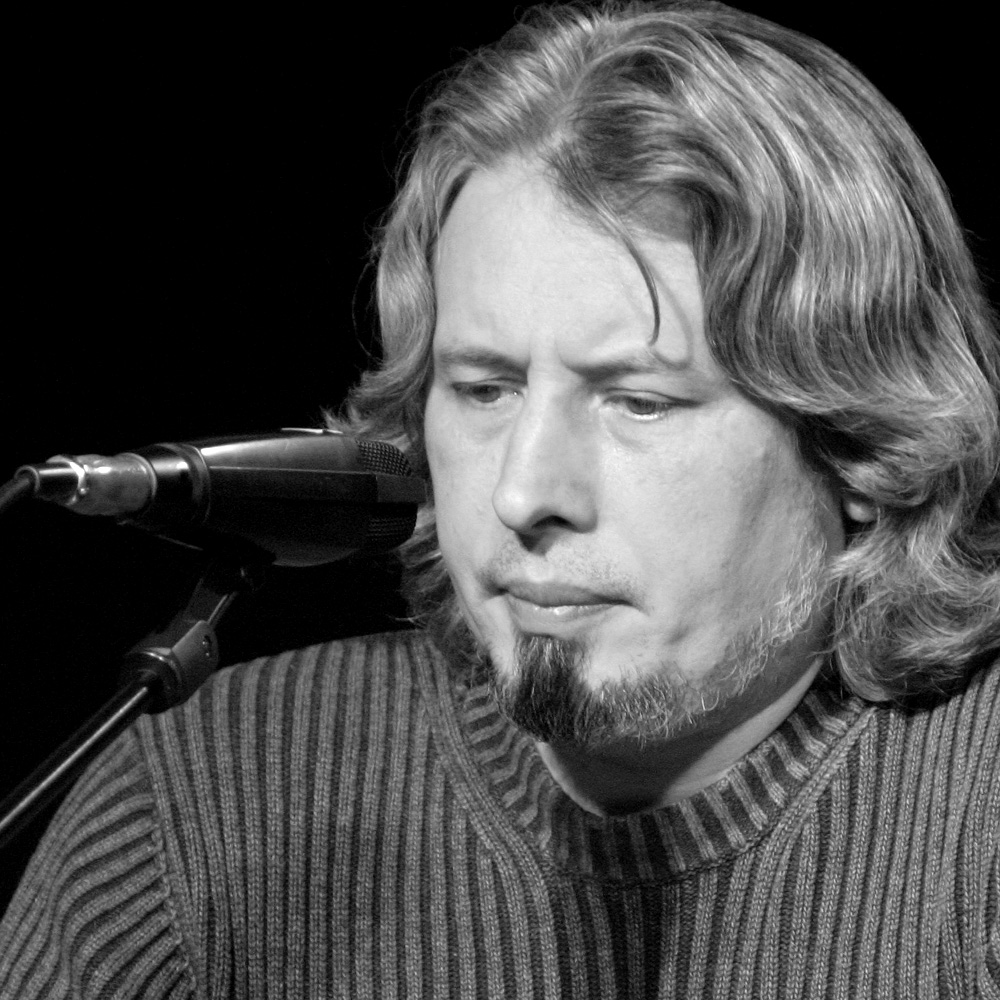
Письменник і драматург В. Г. Сорокін

Опера була поставлена на першу майже за 30 років замовлення Большого театру на нову оригінальну оперу. Едуард Бояков і Петро Поспєлов ініціювали і пролобіювали проект в адміністрації Большого театру. У 2002 році був підписаний контракт з композитором Леонідом Десятниковим і письменником Володимиром Сорокіним. Спочатку передбачалося переробити п'єсу «Щі» Сорокіна, але, щоб уникнути використання ненормативної лексики, було прийнято рішення створити оригінальне лібрето. При зустрічі Л. Десятникова і В. Сорокіна в селищі Кратово в Підмосков'ї Сорокін запропонував: «А давайте напишемо оперу про клонів композиторів-класиків».
Вагнер, Верді, Моцарт, Мусоргський і Чайковський були обрані як найбільш репрезентативні композитори для оперного мистецтва. Співвідношення два російських композитора до трьох неросійських було обрано свідомо. При підготовці до роботи над лібрето Володимир Сорокін ознайомився з лібрето «Кільця Нібелунга» Вагнера в перекладі початку 20 століття, перекладами лібрето опер Верді, з лібрето «Хованщини» і «Бориса Годунова» Мусоргського та іншими. Десятников розробляв музику до опери на основі робіт композиторів 19 століття, не обмежуючись «оригіналами» представлених в опері дублів. В інтерв'ю він також зазначив, що не може ігнорувати сучасну поп-музику як потенційний матеріал.

## Постановка у Большому театрі

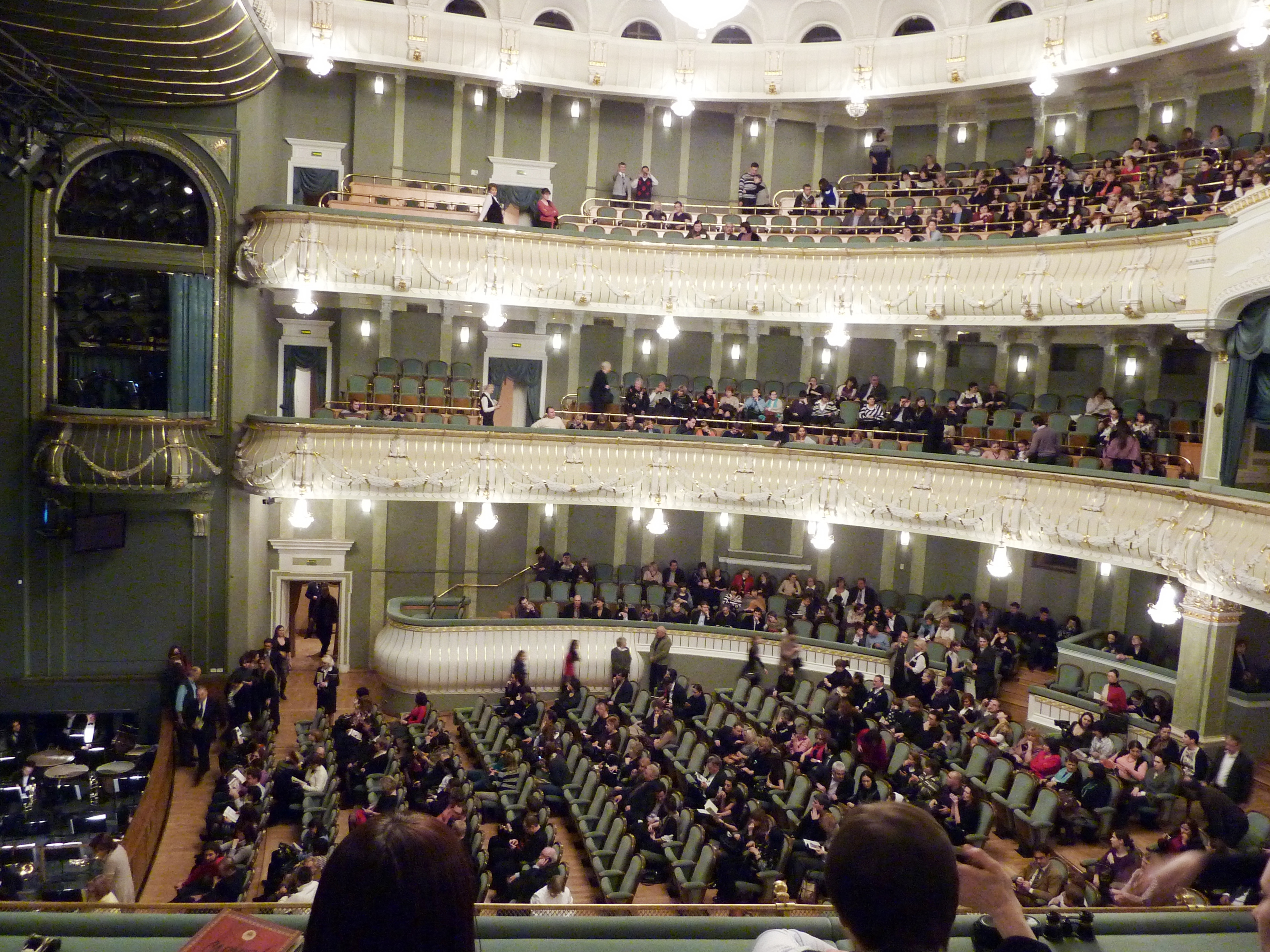
Зала Нової сцени Большого театру

У постановці брали участь: Олександр Ведерников — музичний керівник і диригент; Еймунтас Някрошюс — режисер-постановник; Маріус Някрошюс — сценограф; Надія Гультяєва — художник по костюмах; Дамір Ісмагілов — художник по світлу; Валерій Борисов — головний хормейстер; Ігор Дронов — диригент.
| Роль                   | Голос        | Виконувач          |
| ---------------------- | ------------ | ------------------ |
| Алекс Розенталь        | бас          | Вадим Линковський  |
| Вагнер                 | контральто   | Євгенія Сегенюк    |
| Чайковський            | тенор        | Максим Пастер      |
| Моцарт                 | тенор        | Роман Муравицький  |
| Верді                  | баритон      | Андрій Григорьєв   |
| Мусоргський            | бас          | Валерій Гільманов  |
| Таня                   | сопрано      | Олена Вознесенська |
| Няня                   | сопрано      | Ірина Удалова      |
| Кела                   | бас-баритон  | Микола Казанський  |
| 1-й соратник Розенталя | тенор        | Оганес Георгіян    |
| 2-й соратник Розенталя | бас          | Олександр Короткий |
| Біженець               | сопрано      | Катерина Василенко |
| Торговка               | мецо-сопрано | Олена Околишева    |
| Провідник              | тенор        | Володимир Кудряшов |

Права на постановку належали Большому театру до 2009 року.
Два покази опери відбулися під час гастролей Большого в Маріїнському 16 і 17 жовтня 2005 року.
25 і 27 липня 2007 року під час гастролей Большого театру в Фінляндії (Савонлінна) постановка «Дітей Розенталя» була виконана у складі: Алекс Розенталь — Вадим Линковський, Вагнер — Євгенія Сегенюк, Чайковський — Максим Пастер, Моцарт — Роман Муравицький, Верді — Андрій Григор'єв, Мусоргський — Валерій Гільманов, Таня — Олена Вознесенська, Няня — Ірина Удалова, Кела — Микола Казанський, Перший соратник Розенталя — Олександр Захаров, Другий соратник Розенталя — Олександр Короткий, Біженець — Оксана Горчаковська, Бомж — Володимир Красів, Торговка — Олена Новак, Провідник — Олександр Архіпов.
Концертне виконання уривків опери (разом з уривками «Євгенія Онєгіна» Чайковського) мала місце у 2008 році під час гастролей Большого театру в Ризі.
У 2009 році запис опери транслювалася по радіо Європейським Мовним Союзом.
У 2015 році відбувся запис опери на «Мосфільмі». Випуск фірмою «Мелодія» двох дисків з оперою «Діти Розенталя» планувався навесні 2016 року, але потім випуск був відкладений через оформлення прав, і відбувся на початку нового оперного сезону 2016—2017.

## Сюжет
На початку першої дії демонструється чорно-білий «німий» фільм, що оповідає про німецького вченого Алекса Розенталя, що переїхав до СРСР і провадить досліди з дублювання живих істот і людей.
Перша сцена 1ї картини відбувається в лабораторії Розенталя. Йде підготовка до дублювання Моцарта. Розенталь і хор вчених співають пісню, що славить «воскресіння» геніїв: «Вірю: несумісні геній і смерть!» («Верю: несовместны гений и смерть!»). Голос з репродуктора пояснює етапи дублювання організму за Розенталем. Далі слідує спів Розенталя, Соратників і Генетиків, з якого можна зробити висновок, що дублювання пройшло вдало. Сцена друга. Ніч. В гамаках поблизу наукового центру сплять дублі: Вагнер, Чайковський, Верді та Мусоргський. З'являється Розенталь з колискою. Стривожений Вагнер прокидається і розповідає зміст свого кошмару: прекрасний лебідь обертається дощем з могильних хробаків. Прокидаються інші дублі, Розенталь повідомляє їм про успішне дублювання Моцарта.
2а картина. Місце подій: веранда дачі Розенталя. Дует Няні та Чайковського: вони нарікають, що Моцарт народився після війни і вона вже не може вигодувати його грудьми, як інших дублів. Чайковський переживає: «Який складний цей світ! / Як страшно в ньому / Й дивно!» («Как сложен мир! / Как страшно в нем / И странно!») Розенталь вносить новонародженого Моцарта. Інші Дублі й Няня згадують, як їх вносили в будинок після народження. При згадці подарованих Сталіним дитячих іграшок на сцену виходять Іграшки і танцюють. Розенталь зізнається, що дублював композиторів таємно, оскільки програма дублювання повинна відтворювати робітників: стахановців тощо Потім слідує низка зображень лідерів країни, що демонструє поступове зменшення фінансування програми дублювання до повного припинення при Єльцині. Наприкінці з'являється великий траурний портрет Розенталя з датами: 1910—1992. Голос повідомляє, що у держави немає коштів на утримання дублів.
Друга дія починається 3ю картиною, події якої розгортаються на Площі трьох вокзалів у Москві в 1993 році. Від'їжджаючі, Таксисти, Біженець, Наперсточники, Бомж, Повії, Торговці співають кожен про своє. Дублі дають музичний виступ. Повія Таня зворушена. Всі дублі крім Моцарта йдуть у шинок, він залишається з Танею. Відбувається перехід до першої сцені 4ї картини: Моцарт і Таня співають про їх любов. Втручається сутенер Кела. Верді платить за Таню батьківським золотим годинником, викуповуючи її в Кели. Моцарт і Таня кличуть усіх на своє весілля: «Все перемагає любов!» («Всё побеждает любовь!») Кела досадує, що у нього забрали повію: «Недовго весілечко триватиме! / Нарікай, оторво, на себе!» («Недолго свадебка продлится! / Пеняй, оторва, на себя!») У другій сцені всі персонажі вокзалу знову вибігають на сцену. Всі веселяться. Таня кличе всіх дублів поїхати з нею і Моцартом жити в Крим до її матері. Прибуває потяг. Мусоргський пропонує випити горілки «на ціпок». Незабаром дублі і Таня починають відчувати себе погано і падають на землю.
5а картина показує Моцарта що лежить на лікарняному ліжку в лікарні Скліфосовського. Діалог Моцарта і Голоса, що пояснює, де він знаходиться і що всі дублі і Таня померли від щурячої отрути, підсипаної Келой. Моцарт вижив, бо його оригінал був отруєний ртуттю і організм виробив на її з'єднання імунітет. Спів Моцарта перемежовується цитатами з партій Дублів і Тані, поки вони всі не згасають; Моцарт залишається один.

## Структура опери
Опера Десятникова є постмодерністською в музиці: кожному з дублів композиторів відповідає мотив у творчій манері їх «оригіналів». Відсилання у музиці не обмежуються дублями композиторів, зокрема, можна також помітити стилістичний вплив Шостаковича.

Лібрето є концептуальною основою, що підтримує музичну структуру опери через поділ на картини, стилізовані під відповідних композиторів. Вагнер в першій картині описує побачений йому кошмар, що перегукується з образом божественного лебедя. У другій картині дует Чайковського з Нянею пародіює «Євгенія Онєгіна». У третій картині персонажі і масові сцени відсилають глядача до «Бориса Годунова» Мусоргського. Четверта картина присвячена Верді, що досягається через дует Моцарта і Тані, а також вставками італійського тексту. Однак важко знайти відсилання до творчості Моцарта, можливо, через труднощі пародіювання його музики.

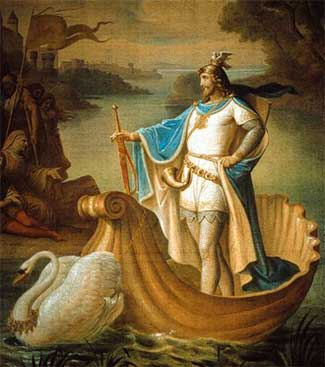
«Лоенгрін» — опера Вагнера за мотивами легенди про лицаря-лебедя (ілюстрація А. фон Хеккеля)
- Дует няні і Тетяни «Про що ж, Таньо» («О чём же, Таня») з опери «Євгеній Онєгін» П. Чайковського
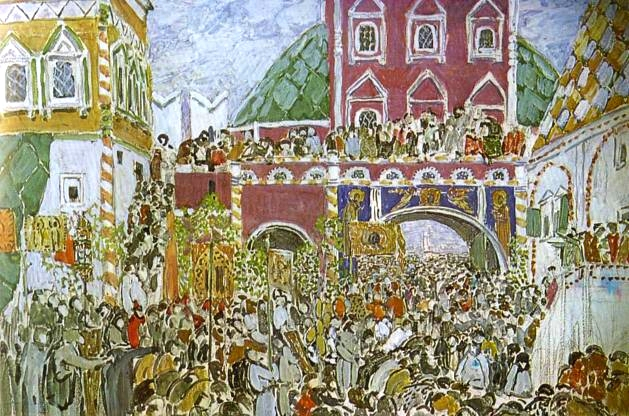
Сцена царського коронування з опери «Борис Годунов» М. Мусоргського (дизайн А. Головіна для постановки С. Дягілєва в Парижі)
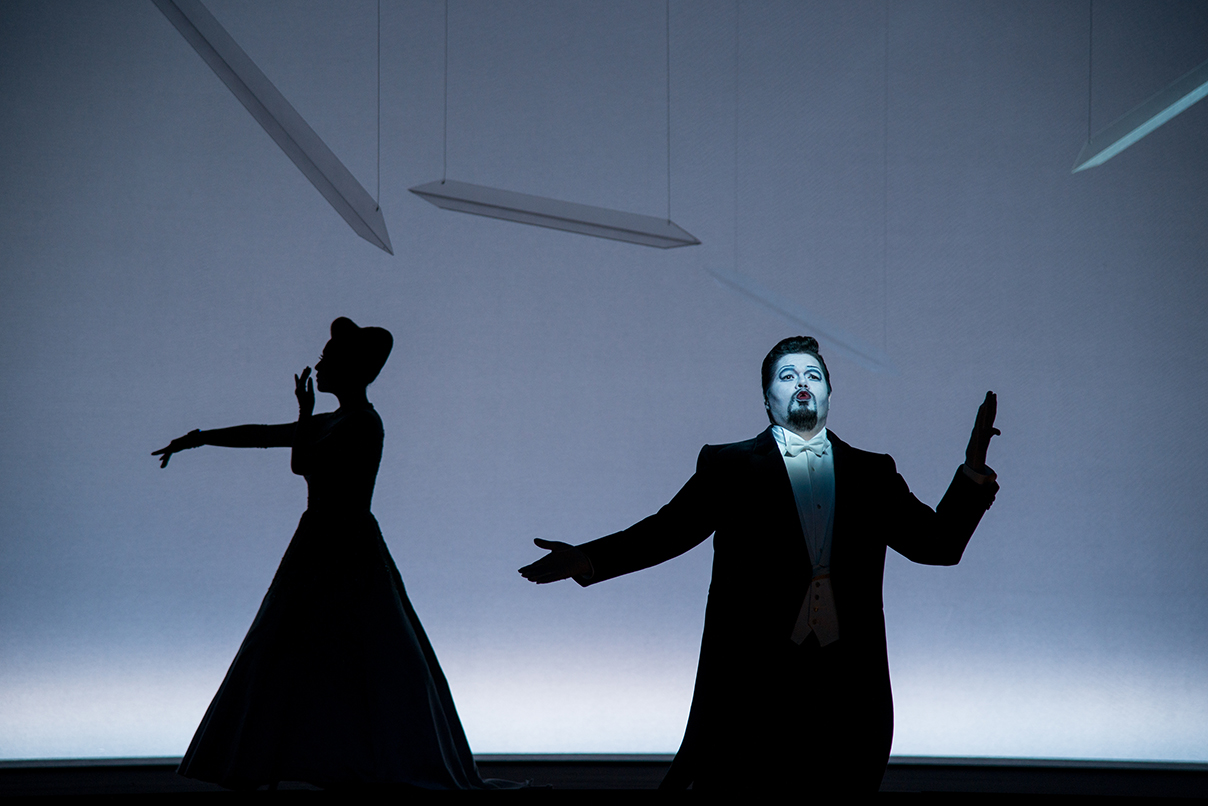
Прикладом любовного дуету Верді може служити Un dì, felice, eterea з першого акту «Травіати» — найбільш виконуваної опери композитора (на ілюстрації сучасна постановка Р. Вілсона)

## Реакція
Постановка опери у Большому театрі викликала суперечки і навіть скандали як в театральному суспільстві, так і за його межами.
На думку В. В. Смирнова, проблема полягала вже в самому факті співпраці Большого театру «з „письменником“, який прославився „стьобом“ на тему концтабору Дахау, а також тим, що ображав Анну Ахматову такими словами, які посоромився б надряпати на стіні п'яний підліток». Професіонали, пише Смирнов, залучені за суто матеріальних міркувань до поширення «похабщини», «успішно звільняються від творчої індивідуальності»; шанувальники Еймунтаса Някрошюса «не змогли видавити з себе скільки-небудь переконливого доброго слова з приводу його участі в „Дітях Розенталя“».
Група депутатів російської думи висловила протест проти використання нецензурної лексики та зображення маргінальних персонажів на сцені Большого. 4 березня 2005 року відразу 293 депутата зробили запит на адресу думського Комітету з культури, щоб той «перевірив інформацію про постановку на Новій сцені Большого театру опери „Діти Розенталя“». Як зазначила Е. Любарська, ненормативна лексика в опері помірна («бабло», «стерво», «паскуда», «лох» і «оторва»), а персонажі, які заробляють на життя проституцією, зустрічаються вже в «Травіаті». K. Кокшенева на це заперечує, що по суті пропонується «новий критерій для постановок на „державній сцені“ — преса повинна аплодувати записному провокатору лише за те, що в його лібрето … для Большого театру … немає нецензурщини».
Разом з тим, очевидець прем'єрної постановки Ігор Каміров зазначив, що протестувальників думців було тільки четверо замість обіцяних сорока, і вони не проявили великий активності.

## Оцінки критиків
К. Кокшенева зазначає, що постмодерністські опери, що складаються з фрагментів великих оперних творів минулого, були представлені у Європі вже з 1980-х років. Вона піддає жорсткій критиці «модернізм» як у мистецтві в цілому, так і на прикладі опери Десятникова. Вона вважає, що постмодерністські прийоми взагалі і в «Дітях Розенталя» зокрема не розвивають мистецтво, а тільки копіюють, примітивно тиражують раніше створене.
Г. Садих-заде дала позитивну оцінку опері, зазначивши, що «сучасні автори цілком здатні написати життєздатну, цікаву і глибоку театральну музику.» Вона вважає, що опера вписана в русло традиції класичної російської опери; енергійна музика, композитор через контрасти спілкується з публікою і втягує її в діалог. Вона вказує, що музика не є явно стилізованою під композиторів минулого, швидше вона мімікрує під їх роботи, і в цілому виражає колективну музичну свідомість сучасників.

### Постановка Е. Някрошюса
У цілому постановка отримала суперечливі відгуки. В. Каміров відзначає, що постановка Е. Някрошюса багато в чому схожа з його більш ранньої постановкою «Макбета», не вносячи жодних новацій. Постановка викликає розчарування: повторення прийомів (труна в просценіумі, яка перетворюється на різні приміщення, довгі жердини, мотузки у руках загадкових персонажів, червоні ганчірки для позначення крові), які успішно осучаснювали стару роботу Верді, виглядає занадто прямолінійно порівняно з грою смислів, закладеної в сюжет і музику. Сам композитор залишився не цілком задоволений сценічною постановкою. Гюляра Садих-заде похвалила дбайливе і відповідальне ставлення оркестру і диригента Олександра Ведерникова до виконуваного матеріалу.

## Номінації та нагороди
В 2006 році Большой театр отримав премію «Золота Маска» — «Спеціальна Премія Журі» «за ініціативу в розвитку сучасної російської опери» за постановку опери «Діти Розенталя». Опера також була номінована «Золотою маскою» в номінаціях: «Найкращий спектакль в опері», «Найкраща робота диригента», «Найкраща робота», «Найкраща жіноча роль» (Олена Вознесенська в ролі Тані).